# Triplophysa stenura
Triplophysa stenura és una espècie de peix de la família dels balitòrids i de l'ordre dels cipriniformes.

## Morfologia
Els mascles poden assolir els 13,8 cm de longitud total.

## Distribució geogràfica
Es troba al Brahmaputra i altres rius del Tibet.